# Estación de Antwerpen-Zuid
La estación de Antwerpen-Zuid es una estación de tren belga situada en Amberes, en la provincia de Amberes, región Flamenca.
Pertenece a las líneas  y  de S-Trein Antwerpen.

## Situación ferroviaria
La estación se encuentra en la línea línea 59 (Amberes-Gante).

## Intermodalidad
| Línea | Recorrido            | Andén |
| ----- | -------------------- | ----- |
|       | Hoboken ↔ Silsburg   | 1     |
|       | Luchtbal ↔ Olympiade | 1     |
|       | Wijnegem ↔ Mortsel   | 1     |

| Línea | Recorrido                 | Andén |
| ----- | ------------------------- | ----- |
| 13    | Noorderplats ↔ Polderstad | 2     |
| 14    | Noorderplats ↔ Hemiksem   | 2     |
| 180   | Groenplats ↔ Aartselaar   | 2     |
| 181   | Groenplats ↔ Rumst        | 2     |
| 182   | Groenplats ↔ Boom         | 2     |
| 183   | Groenplats ↔ Niel         | 2     |
| 290   | Zuid ↔ Boom               | 2     |
| 295   | Zuid ↔ Boom               | 2     |
| 298   | Berchem ↔ Boom            | 2     |
| 500   | Zuid ↔ Mechelen           | 2     |